# 永野らび
永野 らび（ながの らび）は日本の女性声優。主にアダルトゲームに声をあてている。

## 出演作品
太字は主役・メインキャラクター

### ゲーム

#### 2006年
- Chanter -キミの歌がとどいたら-
- ねとって女神!（アーネ・スヴィティ）[1]

#### 2007年
- ARCUS X 聖剣ノ継承者、忍び寄る淫夢（ディアナ・フィレリア）[2]
- ARCUS X 〜聖剣戦争、淫獄の軌跡〜（ディアナ・フィレリア）[3]
- IZUMO3（草壁）
- ごっちる -ラブリーレディーメーカー-（レイラ・イングラム）[4]
- 式神 〜桔梗の華に秘めたる想い〜（謎の巫女）[5]
- 人妻戦隊アイサイガーPOWERED（ネクロマザー）
- Ma Maison 〜素直になれない住人たち〜（九鬼飛鳥）[6]

#### 2008年
- ARCUS X Complete Edition（ディアナ・フィレリア）[7]
- 今日からプリンス（スカーレット）[8]
- 恋する式（おとめ） 〜SHIKIGAMI 2008〜（謎の巫女）[9]
- Dress Wizard（結城鈴）[10]
- Before Dawn Daybreak 〜深淵の歌姫〜（カミラ）[11]

#### 2010年
- 絶対美少女改造クラブ（若月麻里亜）[12]

#### 2015年
- ×× of the Dead（つつじ）